# Матурски плес
Матурски плес (енгл. The Prom) амерички је филмски мјузикл са елементима комедије из 2020. године, у режији Рајана Марфија, по сценарију Боба Мартина и Чада Бегелина. Темељи се на истоименом бродвејском мјузиклу. Главне улоге глуме: Мерил Стрип, Џејмс Корден, Никол Кидман, Киган-Мајкл Ки, Ендру Ранелс, Џо Елен Пелман, Аријана Дебоз, Трејси Алман, Кевин Чејмберлин, Мери Кеј Плејс и Кери Вошингтон.
Од 4. децембра 2020. године је приказиван у одабраним биоскопима, док га је 11. децембра објавио Netflix. Добио је помешане рецензије критичара, који су похвалили поруку, музичке нумере и глумачку поставу, али су критиковали наратив и стереотипе, као и Корденову глуму.

## Радња
Група звезда с Бродвеја које је издала срећа, подигне прашину у градићу у Индијани помажући тинејџерки да одведе своју девојку на матурско вече.

## Улоге
| Глумац            | Улога             |
| ----------------- | ----------------- |
| Мерил Стрип       | Ди Ди Ален        |
| Џејмс Корден      | Бари Гликман      |
| Никол Кидман      | Енџи Дикинсон     |
| Киган-Мајкл Ки    | Том Хокинс        |
| Ендру Ранелс      | Трент Оливер      |
| Џо Елен Пелман    | Ема Нолан         |
| Аријана Дебоз     | Алиса Грин        |
| Кери Вошингтон    | госпођа Грин      |
| Трејси Алман      | Вира Гликман      |
| Кевин Чејмберлин  | Шелдон Саперстајн |
| Мери Кеј Плејс    | баба Беа          |
| Логан Рајли Хасел | Кејли             |
| Софија Делер      | Шелби             |
| Нико Гритам       | Ник               |
| Натанијел Потвин  | Кевин Шилд        |